# Chunhuhub

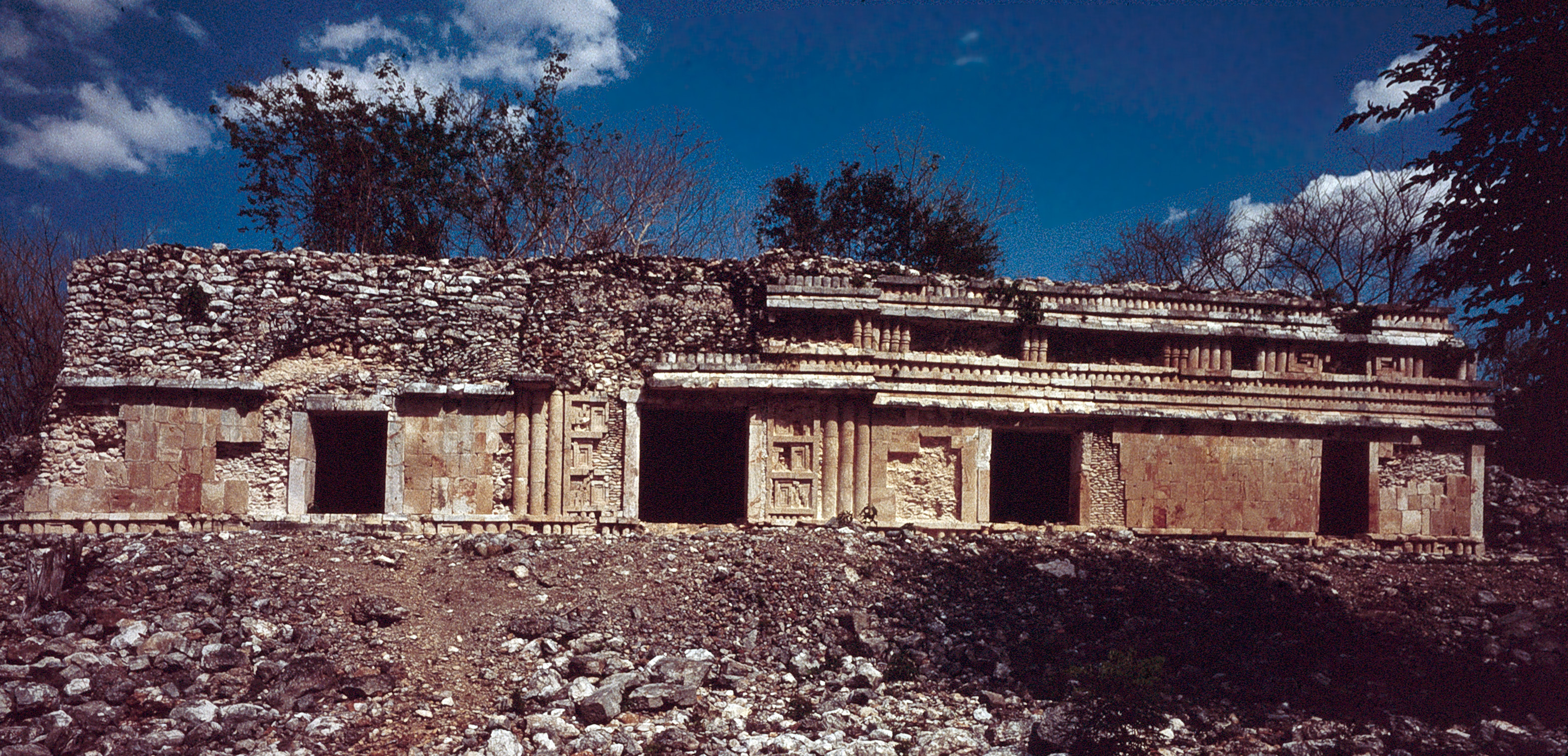
Chunhuhub – Palast

Chunhuhub ist eine kleine Ruinenstätte der Maya auf der Halbinsel Yucatán im Bundesstaat Yucatán in Mexiko.

## Lage
Die Ruinenstätte befindet sich innerhalb eines Zipfels des Verwaltungsbezirks (municipio) Santa Elena rund 23 km südlich von Uxmal bzw. gut 5 km südöstlich der Ortschaft Xculoc. 

## Forschungsgeschichte
Die erste Beschreibung von Chunhuhub stammt von John Lloyd Stephens. Teobert Maler, der sich an diesem Ort im März 1887 aufhielt, dokumentierte die Ruinen ebenso wie Harry E. D. Pollock.
Im Jahre 1983 wurde der zweiteilige Palast restauriert. Von 1986 bis 1991 unternahm eine französische Forschergruppe eine archäologische Aufnahme der umgebenden Region.

## Der zweiteilige Palast
Der insgesamt dem Puuc-Stil zuzurechnende Palast besteht aus mehreren Bauteilen auf zwei Ebenen. Auf der ersten Ebene befinden sich die beiden gut erhaltenen und leicht restaurierten Gebäude, die nach Westen orientiert sind.

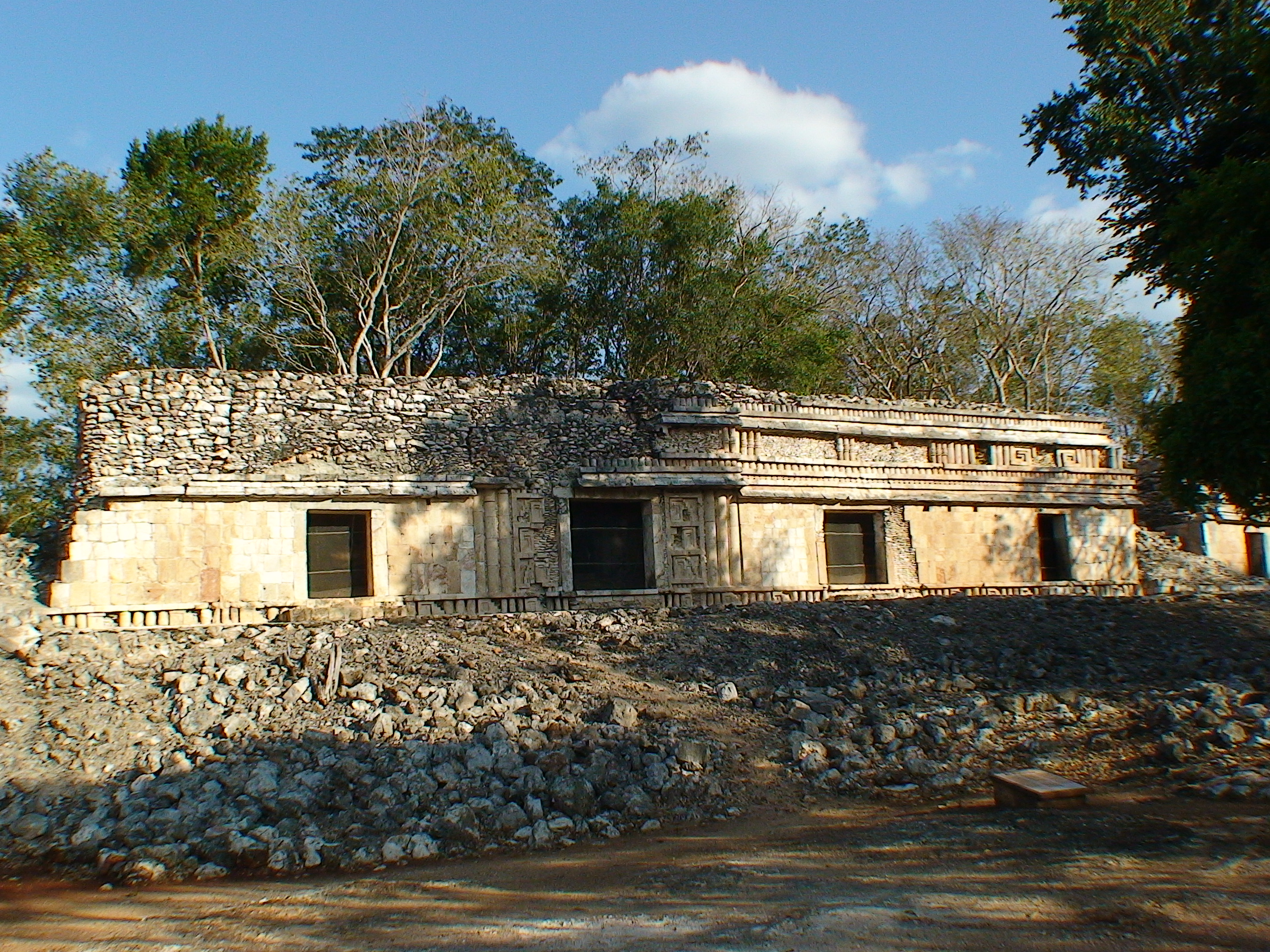
Nördlicher Teil des Palastes

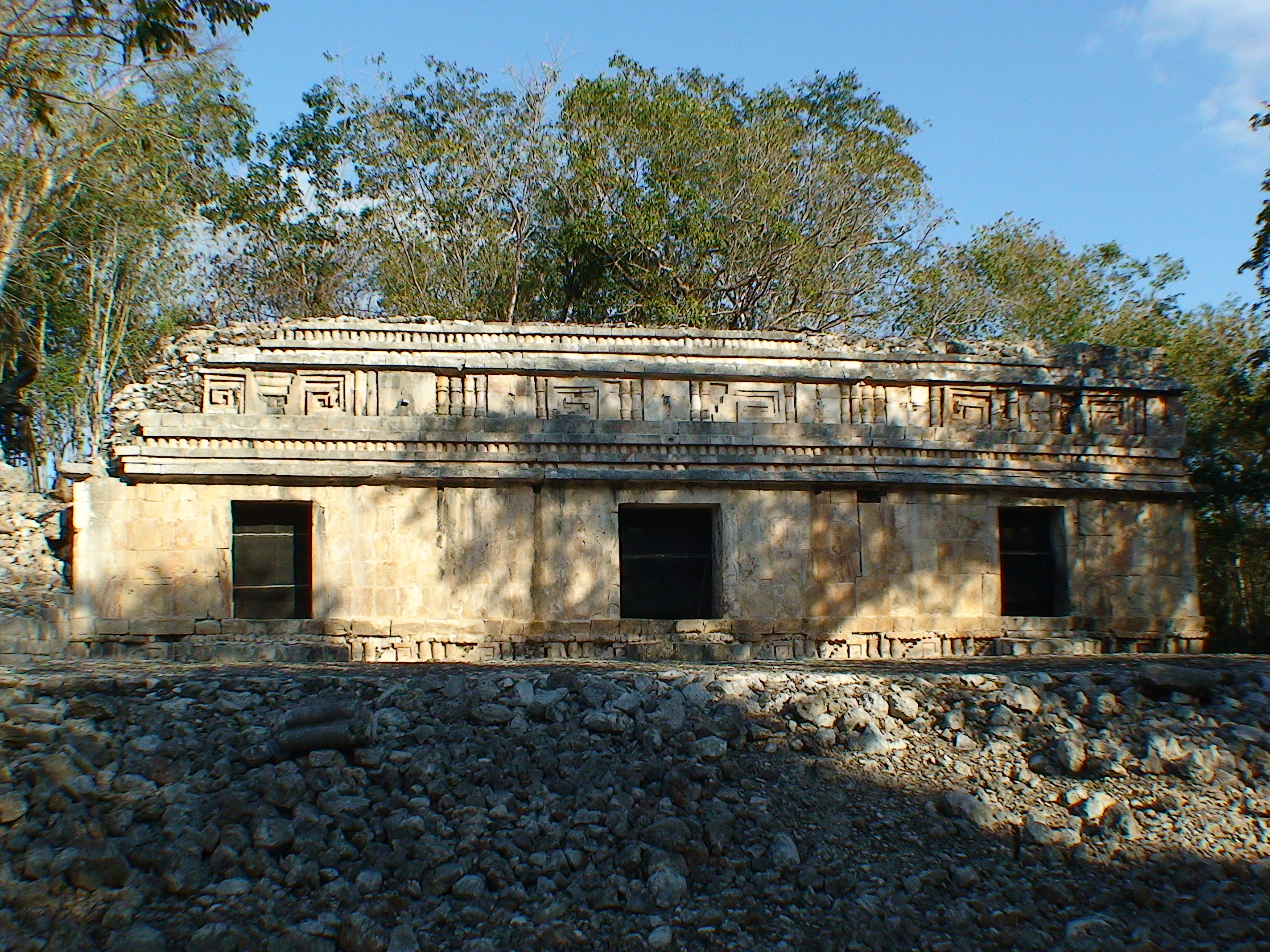
Südlicher Teil des Palastes

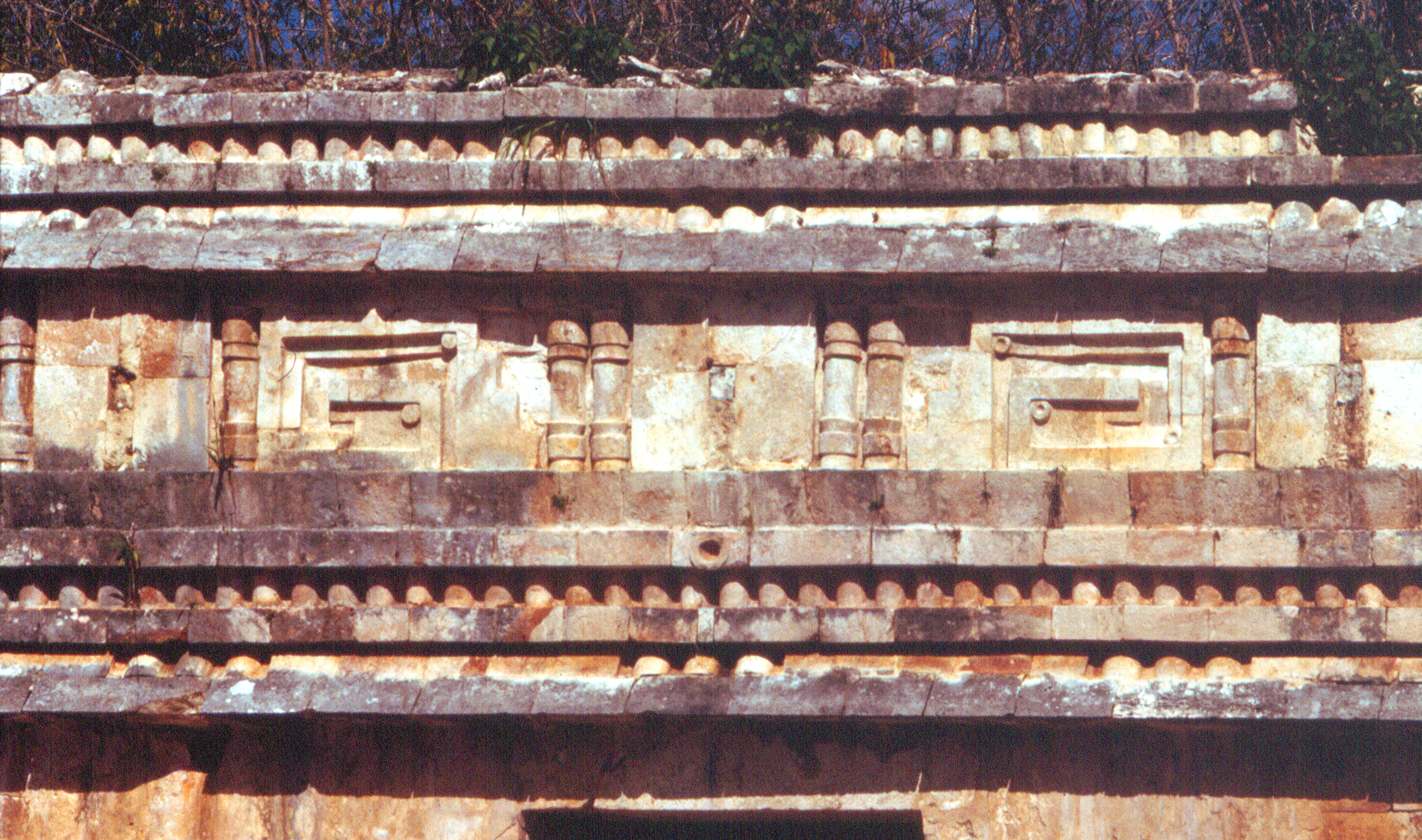
Fassadendetail des südlichen Gebäudeteils

Der nördliche Palastteil besteht aus einer vorderen Reihe von vier Räumen (vielleicht waren es fünf, denn die nördliche Ecke ist völlig zerstört), die an eine halb natürliche, halb künstliche Erhebung angebaut wurden. Hinter dem dritten Raum von Süden, der klar die Funktion eines Mittelraumes einnimmt, liegt ein weiterer gleich großer Raum, dessen wie üblich höheres Fußbodenniveau durch vier Treppenstufen zu erreichen ist. Der vierte Raum weist als Besonderheit eine Seitentür auf, die in einen im rechten Winkel liegenden schmalen und langen Raum führt. Bemerkenswert ist, dass die Seitenfläche des vierten Raumes rings um die Tür wie eine Außenfassade gestaltet ist. 
Dieser Gebäudeteil steht auf einem dreigliedrigen Sockel, in dessen mittlerem Band sich Gruppen von drei oder vier Säulchen mit Stufenmäandern abwechseln. Dies ist eine sehr seltene Kombination. Die untere Wandfläche des Gebäudes ist unverziert, außer zu beiden Seiten des sehr breit gehaltenen mittleren Eingangs, der von drei übereinander angeordneten Feldern von Stufenmäandern eingerahmt wird, an die nach außen jeweils drei unverzierte Säulchen anschließen. Das mittlere Gesims hat vier Elemente, das dritte ist ein vertieft liegendes Band von kleinen Säulchen. Die relativ niedrige obere Wandfläche weist Säulchen mit einem zentralen Bindungsdekor auf, dazwischen Mäander. Auch das obere Gesims ist sehr komplex gestaltet: Es bestand aus fünf Gliedern, wobei das mittlere wieder ein Säulchenband war. Bemerkenswert ist, dass ab dem mittleren Gesims die Wand, d. h. der Wanddekor, deutlich vorspringt. An den Wandteilen, die keine Verkleidungssteine mehr haben, sieht man auch, dass der Mittelteil getrennt von den anderen Teilen errichtet wurde.
Der südliche Palastteil ist deutlich kleiner, er weist nur drei Räume auf. In seinem Dekor ist er innerhalb der Regeln des Mosaikstils erfindungsreicher und in Details außergewöhnlich. Der Sockel gleicht dem des nördlichen Gebäudes, ebenso die glatte untere Wandfläche, die hier kein besonderes Dekor um den mittleren Eingang aufweist. Das mittlere Gesims besteht ungewöhnlicherweise aus sechs Elementen: auf das unterste, ein schräg vorkragendes Band, folgt eine eingesenkte Reihe von abwechselnd glatten Teile und Gruppen von drei niedrigen Säulchen. Darüber liegt ein glattes Band, dann wieder ein vertieft liegendes Band aus kontinuierlichen Säulchen, darüber ein glattes Band, aus dem in größeren Abständen Ornamente herausragten, die heute abgebrochen und deshalb im Einzelnen nicht bekannt sind. Schließlich ein vorkragendes schräges Band. Die obere Wandfläche zeigt abwechselnd glatte Flächen, Gruppen von zwei Säulchen mit Bindungsdekor unten und oben und Stufenmäander, die als Besonderheit in den Winkeln des Mäanders runde Elemente tragen, die an das Zahlzeichen „eins“ erinnern. Das obere Gesims ist das gleiche wie das mittlere. 
Zur zweiten Ebene führt zwischen den beiden Gebäudeteilen eine Treppe hinauf, die den gesamten Raum zwischen den beiden Gebäuden einnimmt bis auf eine kleine, überwölbte Nische direkt an den Seitenwand des nördlichen Gebäudes. Die Räume der zweiten Ebene befinden sich hinter dem nördlichen Palastteil. Ursprünglich waren es vier oder fünf Räume, zwei mittlere, hintereinanderliegend und nach Süden geöffnet, und an beiden Enden je ein (oder zwei) rechtwinklig gelegene, die ihre Eingänge nach Osten und Westen hatten. Alle diese Räume sowie ein weiteres Gebäude auf diesem Niveau sind sehr stark zerstört.

## Andere Bauten
Schräg gegenüber dem zweiteiligen Palast liegt eine große Plattform, auf der einzelne große, monolithische Bauteile verstreut liegen. Dies ist ein typisches Zeichen, dass der Bau eines großen Gebäudes abgebrochen und nicht fortgesetzt wurde. Etwas entfernt nach Westen liegt ein stark zerfallenes Gebäude mit mehreren Niveaus am Abhang eines Hügels. Auch über die Ebene dazwischen sind meist kleinere Bauten verstreut. Andere Bauten liegen auf den etwas entfernteren Hügeln.